# NGC 7627
NGC 7627 (również NGC 7641, PGC 71241 lub UGC 12556) – galaktyka spiralna (Sa), znajdująca się w gwiazdozbiorze Pegaza.
Odkrył ją Édouard Jean-Marie Stephan 24 września 1873. 18 listopada 1886 prawdopodobnie obserwował ją też Lewis A. Swift, jednak podał błędną (jak się później okazało) pozycję i w rezultacie uznano, że odkrył nowy obiekt. John Dreyer w swoim New General Catalogue skatalogował obserwację Stephana jako NGC 7641, a Swifta jako NGC 7627.